# Tmesisternus transversus
Tmesisternus transversus là một loài bọ cánh cứng trong họ Cerambycidae.